# Rosacea

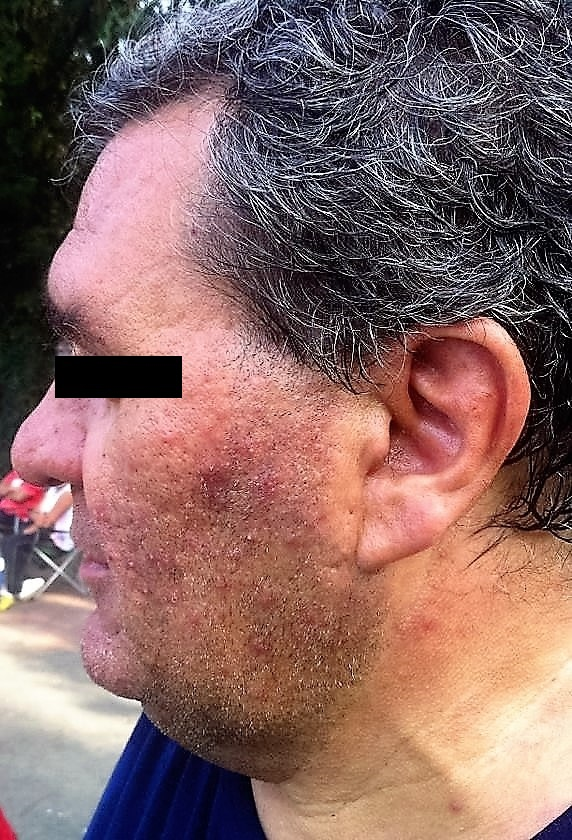
Gli effetti della rosacea su un soggetto adulto in fase acuta.

La rosacea è una dermatosi cronica, ovvero un’alterazione patologica della cute, che interessa di solito l'area centrale del volto e si manifesta con eritema, con teleangectasie e con lesioni infiammatorie di tipo acneiforme (cioè con papule e pustole simili a quelle dell'acne). Quest'ultima caratteristica l'ha fatta chiamare in passato anche “acne rosacea”, denominazione in disuso per non confonderla con l'acne. È anche chiamata con il termine desueto copparosa o, più comunemente, con il francese couperose.

## Epidemiologia
I dati di prevalenza della malattia sono molto discordanti, variando, a seconda delle casistiche, dallo 0.09 al 20% della popolazione. Per quanto riguarda l'incidenza, uno studio osservazionale condotto nel Regno Unito l'ha stimata in 1.65 per 1000 persone per anno. La malattia è più frequente nelle donne anche se sembra manifestarsi in modo più severo negli uomini e la prevalenza aumenta con l'età, in particolare dopo i 30 anni. Colpisce più di frequente gli individui di etnia europoide. L'età di insorgenza è fra i 30 e i 50 anni, ma talvolta esordisce in epoca più precoce (puberale o post-puberale). L'incidenza, secondo alcuni studi, sarebbe maggiore tra i fumatori rispetto ai non fumatori. Al contrario, il consumo di alcolici e di caffè sembra non avere alcun effetto significativo sull'incidenza della malattia.

## Eziologia e patogenesi
La precisa eziopatogenesi della malattia è tuttora sconosciuta. Fra i tanti possibili fattori patogeni studiati, vi sono l'esposizione ai raggi ultravioletti, i radicali liberi come superossido e radicale idrossile, una aumentata reattività dei vasi sanguigni, alcuni neuropeptidi, catelicidine, fattori infettivi. In particolare è stata studiata una possibile correlazione con l'infezione intestinale da Helicobacter pylori e con la presenza di alte concentrazioni di Demodex sulla pelle.
È stata notata, inoltre, la ricorrenza di casi di rosacea nell'ambito di una stessa famiglia, il che fa ipotizzare il ruolo di una predisposizione genetica alla malattia. i geni responsabili, tuttavia, non sono ancora stati individuati. In particolare è stata osservata una ricorrenza della malattia in famiglie irlandesi e inglesi. Per la frequenza con cui si manifesta tra queste popolazioni è stata soprannominata “la maledizione dei Celti” anche se le maggiore incidenza in uno specifico fenotipo è oggetto di controversia.

### Catelicidine
Richard Gallo e colleghi hanno notato nei soggetti con rosacea un alto livello di peptidi e catelicidine ed un elevato livello di enzimi correlati all'azione della tripsina (SCTEs : Stratum corneum tryptic enzyme ) nello strato corneo.

### Batteri intestinali
I batteri intestinali possono avere un ruolo nella causa di questo problema. Questo fattore scatenante determinerebbe una reazione infiammatoria, portando i leucociti a fuoriuscire dalla sede microvascolare e innescando così gli eventi che portano alla formazione di pustole e papule infiammatorie. Nei soggetti affetti da rosacea non è stata tuttavia dimostrata una differente reattività dei vasi all'adrenalina, all'istamina o all'acetilcolina rispetto ai soggetti non affetti. Allo stesso modo, non sembrano avere alcun ruolo gli stress psicofisici, un certo tipo di personalità psicolabile, l'abuso di alcool o le alterazioni della funzione digestiva, come ipotizzato.
Il batterio responsabile dell'infezione da Helicobacter pylori, con il suo metabolismo, è in grado di liberare nitrati che possono portare alla liberazione di ossido nitrico, potente vasodilatatore. Il trattamento antibiotico dell'infezione da H. pylori può determinare una regressione dei segni e sintomi della rosacea, soprattutto a livello oculare Uno studio recente ha sottoposto i pazienti al test del respiro all'idrogeno per verificare la presenza di una crescita eccessiva di batteri nell'intestino tenue (in inglese: Small bowel bacterial overgrowth syndrome - SIBO). Si è riscontrato che la maggior parte dei pazienti erano idrogeno-positivi rispetto ai controlli che indicano la presenza di proliferazione batterica (47% v. 5%, p<0.001).
Ai pazienti idrogeno-positivi è stato dato un ciclo, della durata di 10 giorni, di rifaximina, un antibiotico non assorbibile che non lascia il tratto digestivo e quindi non entra nella circolazione né raggiunge la pelle. Il 96% dei pazienti hanno avuto una completa remissione dei sintomi della rosacea che è durata almeno per 9 mesi. Questi pazienti sottoposti nuovamente al test sono risultati negativi. Il 4% dei pazienti, invece, sono risultati positivi ripresentando la presenza eccessiva dei batteri, e quindi recidivi. A questi pazienti è stato dato un secondo ciclo di rifaximina, che ha normalizzato l'escrezione di idrogeno ed eliminato i sintomi della rosacea.
In un altro studio, è stato trovato che alcuni pazienti, idrogeno-negativi, affetti da rosacea risultavano, invece, ancora positivi per la proliferazione batterica al test del respiro al metano. Questi pazienti hanno dimostrato piccoli miglioramenti con la rifaximina, come trovato nello studio precedente, ma hanno eliminato i sintomi della rosacea e normalizzato l'escrezione di metano tramite la somministrazione dell'antibiotico metronidazolo, che è efficace nel colpire i batteri intestinali metanogenici.
Questi risultati suggeriscono che una terapia antibiotica ottimale può variare da paziente a paziente e sembra che diverse specie di batteri intestinali giochino un ruolo nei sintomi della rosacea. Questo potrebbe anche spiegare il miglioramento dei sintomi manifestati da alcuni pazienti che assumono una dieta povera di carboidrati. Tale dieta limiterebbe il materiale a disposizione necessario per la fermentazione dei batteri intestinali e quindi ridurrebbe le popolazioni batteriche.

### Demodex
Studi sulla rosacea hanno evidenziato l'alta concentrazione di demodex. Specialmente sulla pelle di soggetti con rosacea indotta da farmaci steroidei. In altre occasioni la demodecidosi può manifestarsi con segni simili a quelli della rosacea. Si ipotizza che questi acari in grandi quantità possano essere implicati nella rosacea per alcune reazioni prodotte dalla loro dissoluzione sia quando muoiono sia al rilascio di feci.

## Manifestazioni cliniche
L'eritema (arrossamento della pelle), con distribuzione tipicamente simmetrica, è la prima tappa evolutiva e interessa la parte centrale del volto, in particolare guance, naso e fronte, ma può presentarsi, meno spesso, anche su collo e torace. Un elemento piuttosto caratteristico della malattia è il rinofima, una alterazione patologica della cute che riveste il naso, in seguito alla quale quest'ultimo assume una forma globosa e irregolare e un colorito intensamente rosso come nell'eritema. Se tale alterazione interessa aree cutanee diverse da quella del naso si parla più genericamente di fimatosi. In questi casi la cute appare notevolmente ispessita, con pori visibili.
Un interessamento oculare è presente nel 60% circa dei pazienti. Spesso le manifestazioni più evidenti riguardano le congiuntive, ma anche le cornee (in stadi avanzati) e le palpebre possono essere interessate. In caso di interessamento della cornea, una diagnosi tardiva potrebbe comportare una compromissione della capacità visiva.
Le telangectasie (dilatazione dei vasi sanguigni superficiali del viso) sono un elemento costante riscontrabile in tutti i pazienti. Le papule, di colore rossastro, tendono a disporsi in piccoli gruppi e sono spesso accompagnate da pustole. È possibile anche il riscontro di noduli cutanei. mentre la presenza di comedoni, pur non escludendo la diagnosi di rosacea, deve far pensare ad altri tipi di acne. La malattia può essere confusa e/o coesistere con l'acne comune e con la dermatite seborroica.

## Diagnosi e classificazione

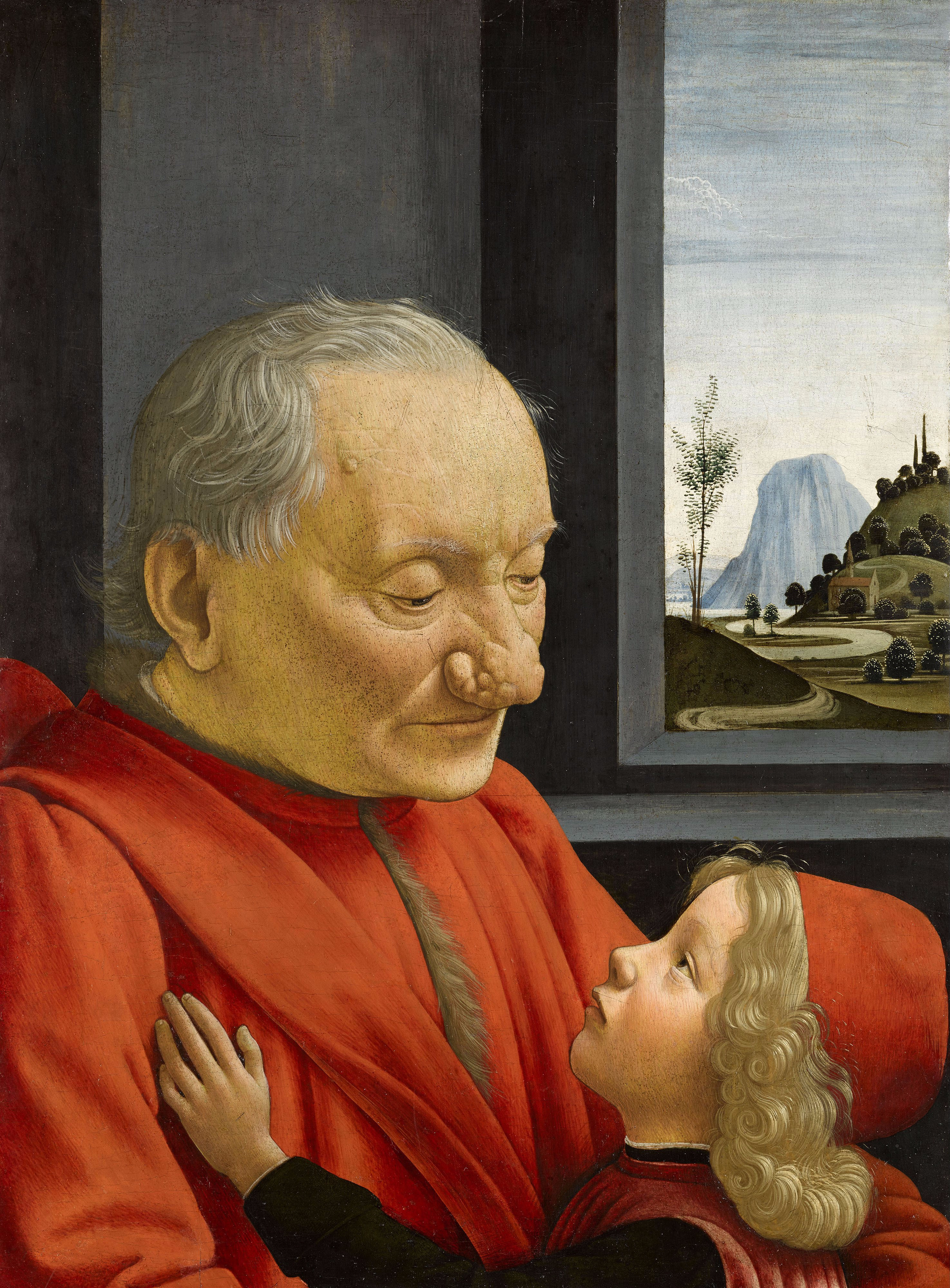
Rinofima nell'arte (Ritratto di vecchio con nipote, Domenico Ghirlandaio

Nel 2002, negli Stati Uniti, un'apposita commissione nazionale ha stabilito dei criteri diagnostici per la rosacea. Essi sono suddivisi in criteri primari (eritema sull'intera superficie delle guance, papule, pustole, teleangectasie), fra i quali almeno uno deve essere presente, e criteri secondari (persistente sensazione di prurito e bruciore, presenza di placche, secchezza o edema della cute, manifestazioni oculari, lesioni in zone periferiche (lontano dal volto) e fimatosi. In base alla rilevanza e all'associazione di queste manifestazioni si distinguono quattro sottotipi di rosacea:
1. Eritemato-telangectasica, caratterizzata da eritema persistente, teleangectasie, prurito e bruciore. Una caratteristica di questo sottotipo è la tendenza a una persistente vampata di rossore (flushing) nel viso.[19] La pelle è particolarmente sensibile e reattiva tendendo a diventare molto secca. I segni di questo sottotipo possono comparire oltre che sul viso, su orecchie, petto, collo e scalpo[24]. Una caratteristica del rossore è che in genere non coinvolge la zona perioculare.
2. Papulo-pustolosa, simile alla comune acne, con cui può essere confusa per l'associazione di pustole e papule con l'eritema. Colpisce più frequentemente donne di mezza età che presentano l'eruzione acneiforme e l'arrossamento nella parte centrale del viso.
3. Fimatosa, caratterizzata dalla presenza del rinofima associato a ispessimento della cute del volto. Colpisce più frequente i maschi in età avanzata, ed è caratterizzata dall'ispessimento della pelle, da aspetti nodulari irregolari, da ipertrofia ed iperplasia delle ghiandole sebacee. Si osserva frequentemente sul naso, (rinofima), ma anche su mento (gnatofima), fronte (metofima), palpebre (blefarofima) o sulle orecchie (otofima).
4. Oculare, quando prevalgono congiuntivite con secchezza oculare, blefarite e fotofobia. Gli occhi diventano più suscettibili alle infezioni. Frequentemente individui che manifestano segni di rosacea Eritemato-telangectasica e Fimatosa presentano anche sintomi agli occhi.[25] Un limitato numero di studi individua che fino ad un 20% dei soggetti possono manifestare la rosacea oculare prima che si manifesti sulla pelle.[26]

## Trattamento
Il trattamento della rosacea prevede sia un approccio di tipo comportamentale (modifica dello stile di vita) per eliminare o ridurre i fattori scatenanti, sia uno farmacologico. Nel primo gruppo rientrano misure quali l'evitare l'esposizione alla luce solare e l'uso di prodotti per la pelle contenenti alcol, laurilsolfato di sodio e alcuni oli essenziali, come quelli di eucalipto, menta piperita e chiodi di garofano. La terapia farmacologica si suddivide a sua volta in topica (locale) e sistemica (generale). La terapia topica, che rappresenta generalmente la prima scelta, è basata principalmente su metronidazolo e acido azelaico. Entrambi sono considerati efficaci (sebbene l'acido azelaico non abbia dimostrato effetti sulle teleangectasie) e con scarsi effetti collaterali. La terapia sistemica, al contrario, è indicata in casi più gravi ed esistono poche evidenze sperimentali sulla sua efficacia. Essa comprende prevalentemente antibiotici appartenenti alle classi dei macrolidi, come claritromicina e azitromicina, e delle tetracicline, in particolare la doxiciclina; un altro farmaco utilizzato è l'isotretinoina per via orale o topica, sotto forma di crema. Tra i possibili rimedi sono stati studiati anche estratti di piante come il Chrysanthellum indicum, ottenendo buoni risultati in termini di efficacia e tollerabilità nelle forme moderate. Recentemente è stato introdotto un nuovo trattamento dimostratosi efficace nella quasi totalità dei casi, un farmaco in gel a base di brimonidina tartrato 3 mg/g

### Laser
Il laser vascolare per uso dermatologico, a lunghezza d'onda singola, oppure la luce pulsata (in inglese: intense pulsed light, IPL), a spettro più ampio, offrono uno dei migliori trattamenti per la rosacea, in particolare per l'eritema della pelle. Questi macchinari utilizzano la luce per penetrare nell'epidermide e centrare i capillari nel derma. La luce con lunghezza d'onda inferiore ai 900 nm è assorbita dai principali cromofori del sangue: emoglobina, ossiemoglobina, bilirubina più che dall'acqua. Per riscaldamento selettivo le pareti dei capillari possono superare i 70 °C, danneggiandosi, per venire poi assorbiti dal meccanismo di difesa naturale del corpo. Focalizzando l'energia in aree ristrette si può ottenere la cauterizzazione dei vasi. Con un numero sufficiente di trattamenti, questo metodo può anche eliminare del tutto l'arrossamento, sebbene dei trattamenti periodici aggiuntivi saranno probabilmente necessari per rimuove i nuovi capillari riformati.
I laser ad anidride carbonica, chiamati anche laser CO2, possono essere utilizzati per rimuovere il tessuto in eccesso causato dalla rosacea fimatosa. Questi laser emettono una lunghezza d'onda nel lontano infrarosso che viene assorbita direttamente dalla pelle ed in particolare dai tessuti ricchi di acqua. Non può generare un riscaldamento selettivo verso i cromofori del sangue. Il fascio laser può essere focalizzato in un fascio sottile e usato come un bisturi o sfocato per vaporizzare più ampie aree di tessuto. Per il trattamento della rosacea papulo pustolosa sono state utilizzate anche terapie con luce a bassa energia in particolare alcune apparecchiature a luce blu, già utilizzate nella fototerapia dell'acne.
Anche il fotoringiovanimento può essere utilizzato per migliorare l'aspetto della rosacea e ridurre il rossore associato.